# 方颐积
方颐积（1899年—？），字善夫，男，江苏仪征人，中国医学家，曾任北平协和医学院教授，北平协和医院副院长，中华医学会常务监事。